# Distichia intermedia
Distichia intermedia là một loài rêu trong họ Neckeraceae. Loài này được (Brid.) Brid. mô tả khoa học đầu tiên năm 1827.